# Đèo Tà Nung
Đèo Tà Nung nằm trên đường tỉnh 725 ở vùng giáp ranh Phường 5 và xã Tà Nung thành phố Đà Lạt tỉnh Lâm Đồng, Việt Nam 

## Đặc điểm
Đèo Tà Nung dài 7,2 km, có nhiều khúc cua hiểm trở. Đỉnh đèo nằm giữa đoạn đường Đà Lạt - Tà Nung dài 12 km.
Đèo Tà Nung là điểm du lịch hấp dẫn theo tour hoặc bằng phương tiện cá nhân .